# 瓦洛迪内拉
瓦洛迪内拉（義大利語：Vallo di Nera），是意大利佩鲁贾省的一个市镇。总面积36.03平方公里，人口416人，人口密度11.5人/平方公里（2009年）。ISTAT代码为054058。